# Länge, länge har mitt hjärta
Länge, länge har mitt hjärta (orig. Huru länge skall mitt hjärta) är en psalm av Johan Olof Wallin 1816. I bland annat finlandssvenska psalmboken (1986) används titelraden från åttonde (sista) versen Salig, salig, den som kände. Texten i sitt ursprungliga skick bygger på aposteln Johannes evangelium 14:6 och Apostlagärningarna 4:12.
I Den svenska psalmboken och Psalmer och Sånger används psalmen i bearbetning av Anders Frostenson 1983. I den finlandssvenska psalmboken finns endast den sista versen (Salig, salig den som kände), i lätt bearbetning.
Psalmen uttrycker den sökande själens vånda och Guds ingripande för att ge visshet och ljus. I originalversionen (dubbelt så lång som Frostensons) ges det inledande famlandet stort utrymme ("tanken sig ej reda mäktar"). Men den klassiska slutstrofen (Salig, salig den som kände') är sig ganska lik i båda versionerna och har i flera sångböcker publicerats ensam.
Melodin i D-dur (4/4-dels takt) komponerad av Johann Crüger är från 1649 och samma som till Tung och kvalfull vilar hela.

## Publicerad i
- 1819 års psalmbok som nr 45 under rubriken "Den fallna människans upprättelse genom Jesus".
- Sionstoner 1889 som nr 440 med vers 8, under rubriken "Psalmer"
- Svensk söndagsskolsångbok 1908 som nr 39 under rubriken "Jesu namn och person"
- Svenska Missionsförbundets sångbok 1920 som nr 772 en vers under rubriken "Slutsånger".
- Svensk söndagsskolsångbok 1929 som nr 295 med titeln "Salig, salig den som kände"
- Sionstoner 1935 som nr 88 med titelraden Salig, salig den som kände, under rubriken "Frälsningens grund i Guds kärlek och förverkligande genom Kristus".
- 1937 års psalmbok som nr 45 under rubriken "Advent".
- 1943 års psalmbok som nr 304 vers 8.
- Psalmer för bruk vid krigsmakten 1961 som nr 45 vers 8.
- Herren Lever 1977 som nr 823 med titeln "Salig, salig den som kände" under rubriken "Jesus, vår Herre och Broder".
- Lova Herren 1988 som nr 31 med titelraden Salig, salig den som kände under rubriken "Jesu Kristi namn".
- Den svenska psalmboken (1986) som nr 349 med den nya titelraden, under rubriken "Jesus, vår Herre och broder".
- Finlandssvenska psalmboken (1986) som nr 271 vers 8, under rubriken "Guds nåd i Kristus".
- Psalmer och Sånger 1987 som nr 381 med den nya titelraden under rubriken "Fader, Son och Ande - Jesus, vår Herre och broder".[1]